# Základna Al-Tanf
Al-Tanf (arabsky التَّنْف) je vojenská základna Spojených států amerických v Sýrii v guvernorátu Homs poblíž syrsko-irácko-jordánského trojmezí.

## Historie
V květnu 2015 dobyli ozbrojenci Islámského státu hraniční přechod Al-Tanf, čímž získali kontrolu nad celou délkou irácko-syrské hranice. V říjnu tohoto roku zahájil americkou intervenci v tomto konfliktu prezident Barack Obama, když rozhodl o vyslání speciálních jednotek za účelem výcviku syrských povstalců bojujících proti ISIS. Povstalci z Nové syrské armády pak s podporou USA dobyla stanoviště al-Tanf na syrské straně hranice na začátku března 2016 a na začátku srpna bylo kontrolní stanoviště al-Walíd na irácké straně hranice dobyto zpět provládními organizacemi. Od té doby je na základně trvalá přítomnost jednotek USA. Syrská vláda tvrdí, že přítomnost cizích vojsk na jejím území je nelegální, protože probíhá bez souhlasu vlády nebo mandátu OSN. Spojené státy tvrdí, že se snaží zajistit boj proti zbytkům Islámského státu, a být protipólem ruské vojenské přítomnosti v Sýrii.

## Galerie

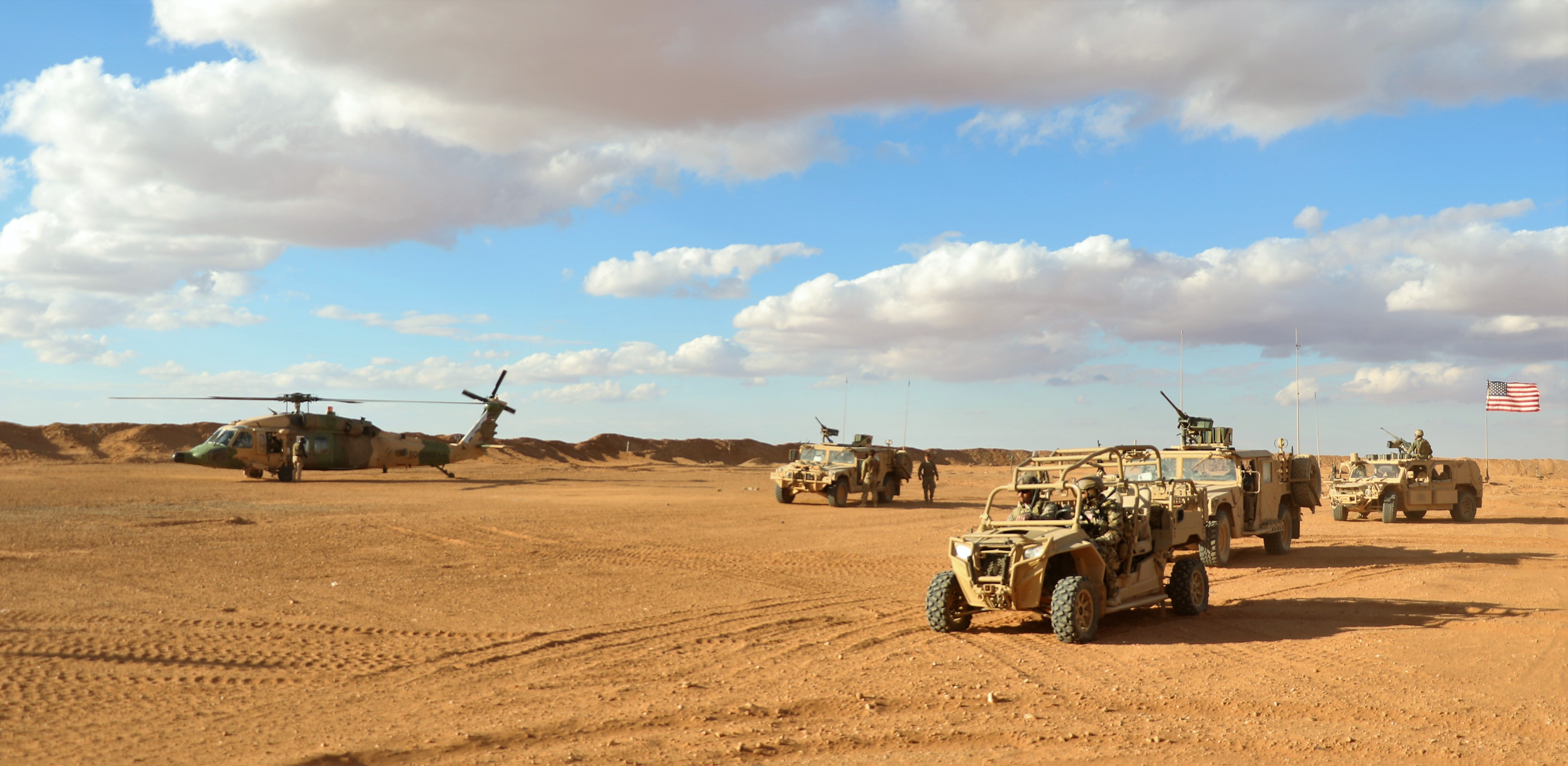
Vojenská technika na základně, listopad 2017
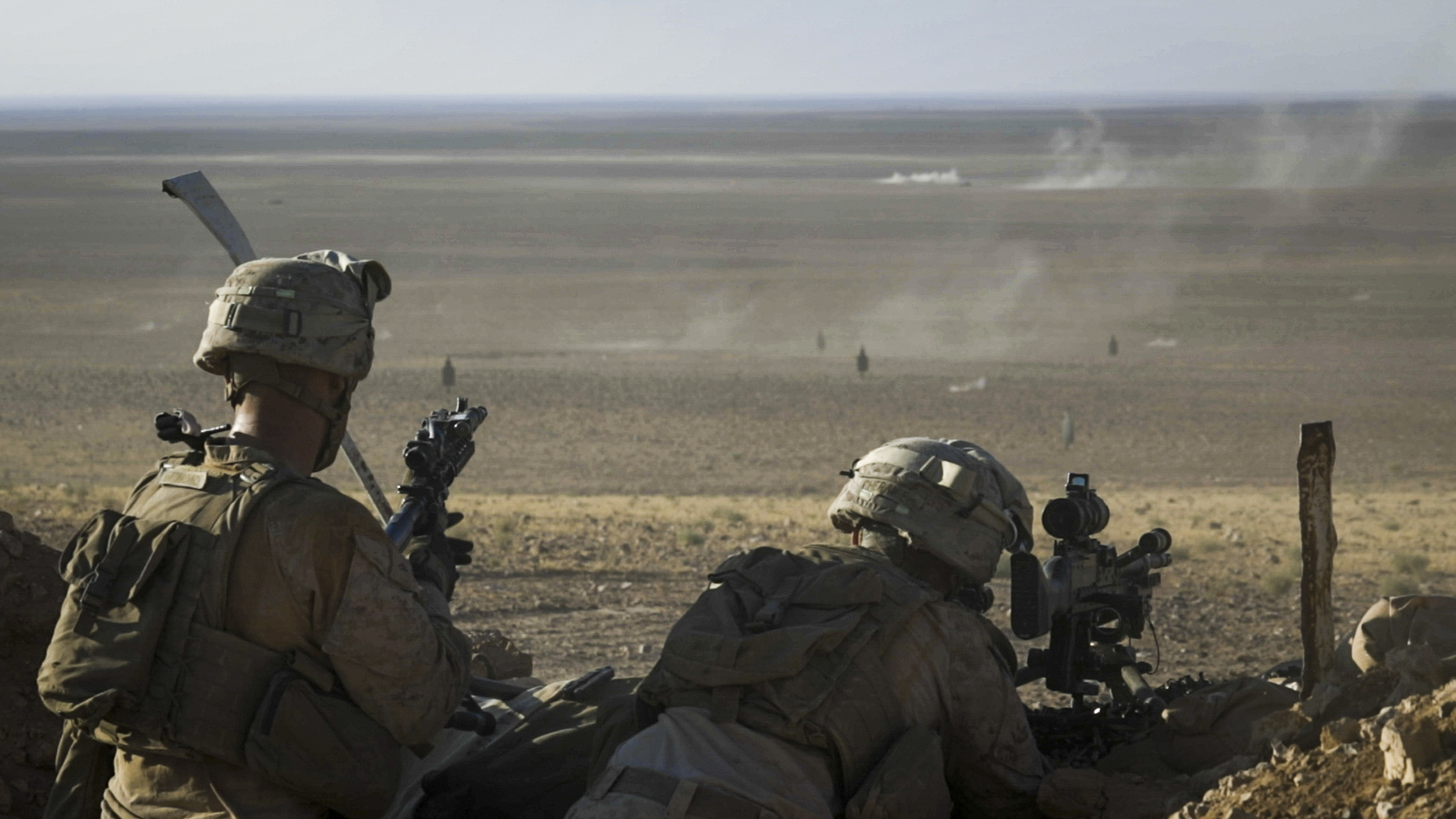
Příslušníci Námořní pěchoty poblíž základny, 7. září 2018
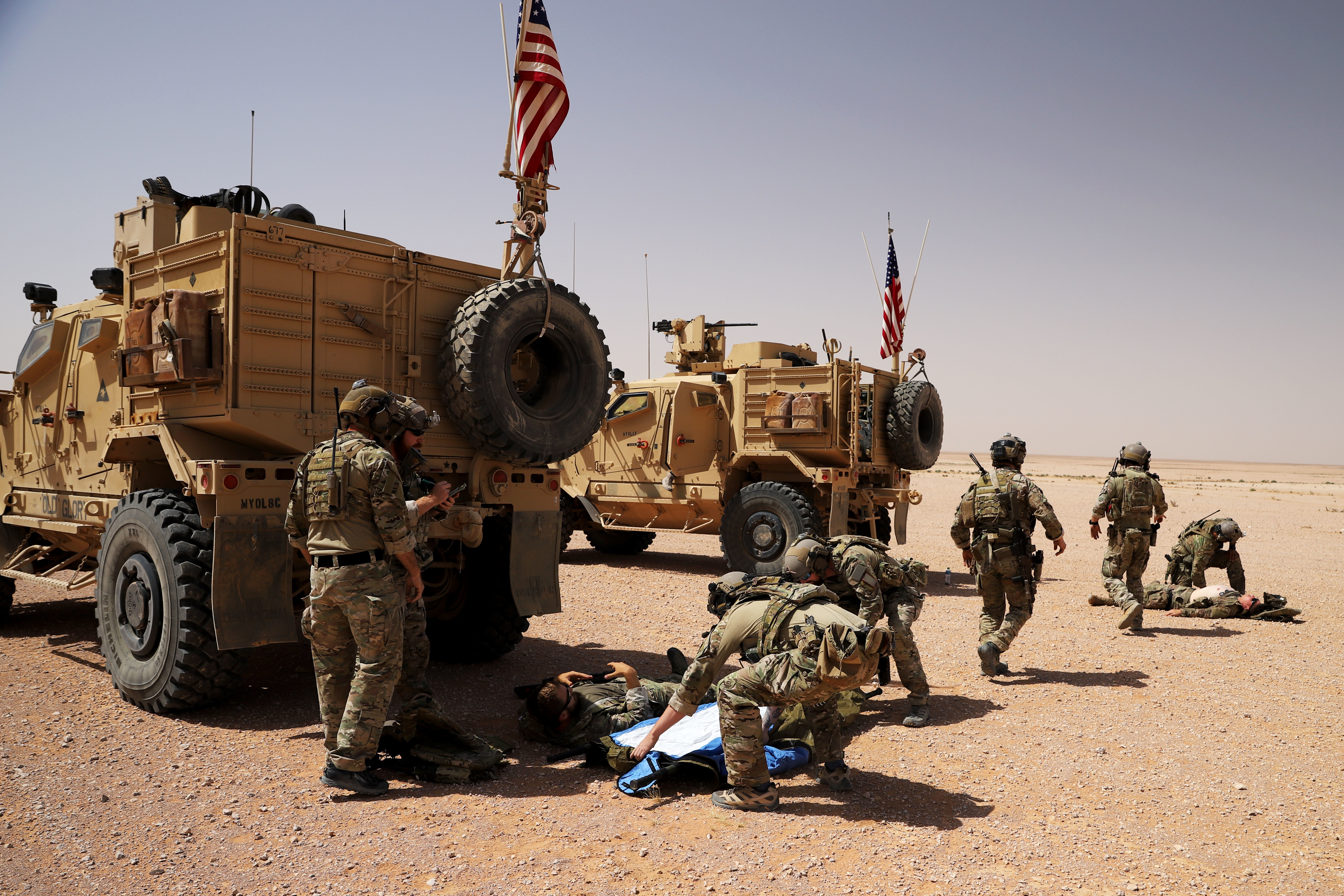
Příslušníci speciálních sil (tzv. zelených baretů) na hlídce, 27. května 2020
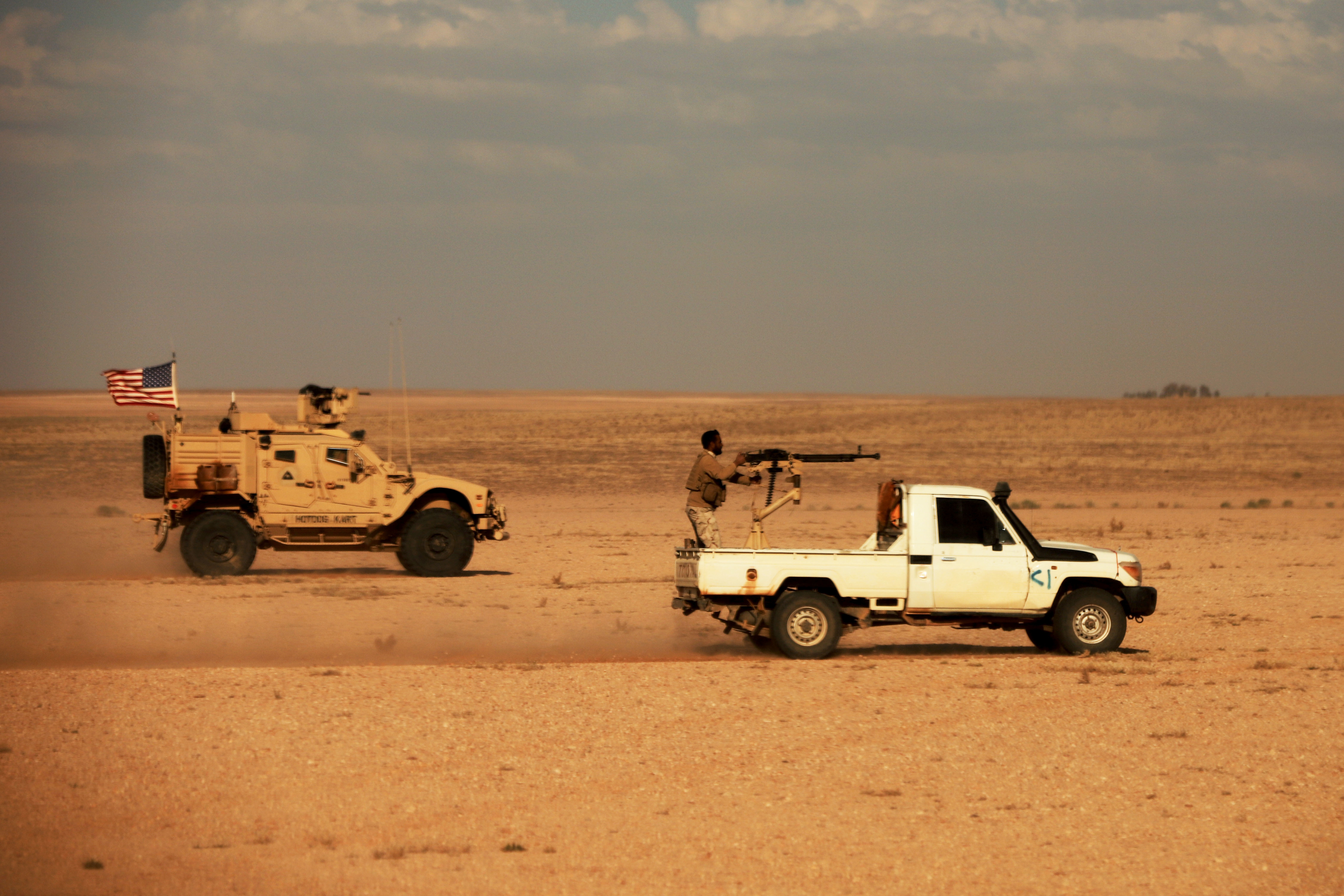
Společná hlídka amerických speciálních sil a Nové syrské armády, 29. dubna 2020
Mapa ukazující polohu základny a jí obklopující "dekonfliktní zónu", rok 2018